# John Bibby & Co.
John Bibby & Co. (1805–1840) — британська компанія першої половини XIX століття, яка виступала як морський брокер та агент своїх і чужих суден і напрямків торгівлі морем, так і як власник і оператор власних вітрильників і власних напрямків торгівлі морем. Компанія базувалася в Ліверпулі.
У літературі можна знайти такі варіанти назви компанії:
- «John Bibby & Co.»
- «J. Bibby & Со.»
- «Bibby»
- «Bibby & Highfield» — між роками 1805 до 1821 (чи до 1817) компанія мала й таку назву, але одночасно використовували назву «John Bibby & Co.». У 1821 році партнерство з Джоном Хайгфілдом було розчинено і фірму знову стали звати «John Bibby & Co.»

## Засновники компанії
- Джон Біббі (1775-1840) — головний засновник компанії, яку названо його іменем. Назву змінено після його смерті у 1840, коли компанію одержали його сини з найстаршим на чолі сином Джеймсом Біббі: він, очоливши фірму, поновив назву на «John Bibby & Sons».
- Джон Хайгфілд (англ. John Highfield)

## Історія

### «Bibby & Hall»
У 1801 році була заснована компанія судових брокерів «Bibby & Hall», яка базувалася в Ліверпулі, док Дьюкс (англ. Dukes Dock). Засновниками були Джон Біббі і Вільям Холл.
у 1803 році почалися Наполеонівські війни.

### «John Bibby & Co.»
До 1805 року Джон Біббі з Джоном Хайгфілдом сформували відгалуження будинку підприємців зайнятих брокерством вантажів, і, як партнери, вони в 1805 році сформували «John Bibby & Co.» з базою в Ліверпулі. Їх першим кораблем був галіот «Margaret», на який вони отримали більшість акцій — 64%. Корабель був названий на честь Мері Маргарет Мелард (англ. Mary Margaret Mellard), нової дружини Джона Біббі, яка принесла з собою в придане 2,5000 £ і багато ентузіазму для досягнення цілей Джона Біббі з бізнесу. З цією підтримкою, коли нова компанія була сформована, Джон пориває зв'язки з Вільямом Холлом, крім фінансового зв'язку. З придбанням першого судна «John Bibby & Co.» почала рейси до Середземномор'я.
У 1806 році Велика Британія, як наслідок наполеонівських війн, оголосила континентальну блокаду від Ельби до Бреста. Будь-який корабель, який  спробував перетнути блокаду, підлягав захопленню і конфіскації. Блокада суворо обмежила торговельні шляхи в більшій частині Північної Європи.
У 1807 року компанія почала регулярний сервіс пакет-суднами між Паркгейтом (Parkgate) і Дубліном. До цього часу всі зв'язки з Вільямом Холлом були розірвані і Джон Біббі мав 64% акцій в семі суднах. Так інтереси компанії, які почалися з організації доставок в прибережній торгівлі, були розширені до Ірландії та Середземномор'я. Таким чином з 1807 року були два напрямку діяльності.
Ось чому в літературі протеворіччя:
- діяльність компанії «Bibby» почалася у 1805 році з «John Bibby & Co.», яка заснована у 1805 році і завдяки придбанню першого судна (але це ще не лінія);[2]
- діяльність «Bibby Line» почалася у 1807 році, коли почалися два напрямку (лінії) в пакет-сервісу морем.[3]

Перше вірно, якщо казати про початок діяльності компанії «Bibby». Друге вірно, якщо казати про початок формування ліній «Bibby», тоді «Bibby Lines». Але назва компанії «Bibby Line Ltd.» з'явилась тільки в 1931 році.

### «Bibby & Highfield» і «John Bibby & Co.»
У 1812 році У. Кортней (англ. W. Cortney) з Честеру побудував вітрильник Highfield тоннажем в 142 тягаря (англ. burthen), довжиною 70 футів 10 дюймів і шириною 21 фута. Виконаний з деревини і в вітрильному наряджені бригантини він був першим судном збудованим для «Bibby & Highfield» і «John Bibby & Co.», як менеджерів.
Протягом 1812 року в Ліверпулі рекламуються дати відбуття суден і назва компанії «Bibby & Highfield» (так писали в рекламі) увійшла у вжиток, хоча сама фірма все ще була відома як «John Bibby & Co.».
У 1813 році в Ліверпулі побудували вітрильник Fearon тоннажем в 152 тягаря (англ. burthen), довжиною 73 фута 1 дюйм і шириною 22 фута 1 дюйм. Виконаний з деревини і в білосніжному наряджені вітрил він був мов сестра, якщо до «Bibby», і був завершений для «Bibby», Highfield & Fearon. Джозеф Фіерон (англ. Joseph Fearon) був брокером вантажів і зберігав свій товар на складах, які належали «Bibby», до вантаження на судно «Bibby». Він володів акціями на декілька суден «Bibby».
Деякі джерела чомусь пишуть, що «John Bibby & Co.» була сформована у 1817 році.

### «John Bibby & Co.»
У 1821 році партнерство з Джоном Хайгфілдом було розчинено, хоча він залишався близьким діловим партнером, який все ще розділяв з Джоном Біббі той же офіс. У ті дні партнери мали однакові зобов'язання з відповідальності за прибутки та збитки. І якщо один з партнерів вважає, що у нього не було достатнього капіталу для зустрічі з потенційними зобов'язаннями, це розсудливо вело б до розпуску партнерства. Однак, компанія залишилася, як «John Bibby & Co.».
Коли в квітні 1834 року монополія Почесної Ост-Індської компанії була скасована, «John Bibby & Co.» вирішила відправляти свої судна до островів Прянощів та Індії. Спочатку торгівля була спазматичною, але в міру розвитку рейсів компанії в цьому напрямку інтерес в підприємстві зростав.

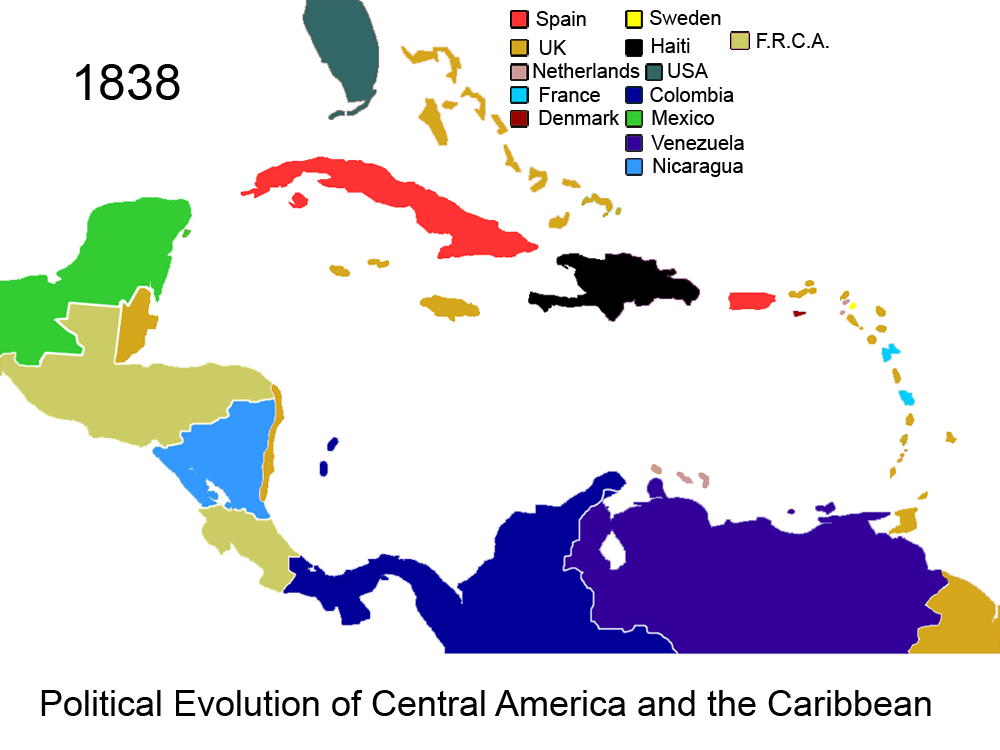
Карта Вест-Індії у 1838 році, коли судна «John Bibby & Co.» ходили в цей регіон.

З 1836 року компанія володіла 18 кораблями і торгувала в напрямках Лісабон, Середземномор'я, Південна Америка та Бомбей з випадковою подорожжю в Кантон, тільки один китайський порт був відкритий для них під час чайного сезону.
З 1838 року «John Bibby & Co.» стала комерційним агентом «Bolivar Mining Association». У 1838 році вони купили у Вільяма Кейтса (англ. William Keates) мідеплавильный завод «Ravenhead Copper Works».
У 1839 році мідеплавильний бізнес був створений вздовж Мерсі біля Сікомб (англ. Mersey at Seacombe), якій окрім розширення торгівлі залізом, включив Джона Біббі до виробництва свого власного мідно-листового покриття, яким покривали днища дерев'яних корпусів суден.
Після смерті Джона Біббі в 1840 році (він був знайдений утопленим, мабуть будучи пограбованим), бізнес перейшло до його синів і став називатися «John Bibby & Sons». Останній син Джеймс Біббі очолив правління після смерті батька і був в правлінні до 1873 року, коли Фредерік Річардс Лейленд, одержав контрольний пакет акцій і взяв правління на себе. Також в 1840 році компанія зупинила свій сервіс пакет-суднами між Паркгейтом (англ. Parkgate) і Дубліном.

## Торгівельно-пасажирські направлення, які обслуговували вітрильники компанії «John Bibby & Co.»
- 1801–1870 Ліверпуль — перевезення вздовж узбережжя
- 1804–1815 Ліверпуль — Балтіка (період Наполеонівських війн)
- 1805–1873 Ліверпуль — Середземномор'я
- 1830-х — Ліверпуль — Вест-Індія / Британська Гвіана (British Guiana)
- 1830-х — Ліверпуль — Південна Америка
- 1834 — Ліверпуль — Бомбей / Далекий Схід
- 1807–1840 Паркгейт — Дублін - сервіс пакет-суднами.